# Pungu
Genre
Pungu est un genre de poissons Perciformes  qui appartient à la famille des Cichlidae.

## Liste d'espèces
Selon ITIS :
- Pungu maclareni (Trewavas, 1962)